# قائمة الدول حسب أكبر ناتج محلي إجمالي تاريخي
تظهر قائمة الدول حسب أكبر ناتج محلي إجمالي تاريخياً كيف تغيّرت عضويات وترتيب أكبر عشر اقتصاديات في العالم. في حين أن الولايات المتحدة لا تزال تملك أكبر اقتصاد في العالم منذ أواخر القرن التاسع عشر، وبهامش اتسع بشكل عام بمرور الوقت. شهد العالم في السنوات الخمسين الأخيرة ارتفاعاً سريعاً في اقتصاديات الدول الأخرى.

## نظرة عامة على أكبر عشر اقتصاديات

### حسب متوسط قيم الناتج المحلي الإجمالي (الإسمي)
| السنة                             |  | الأول                         | الثاني                     | الثالث              | الرابع                      | الخامس                      | السادس                      | السابع                      | الثامن               | التاسع               | العاشر                     |
| 2020 (تنبؤات صندوق النقد الدولي)  |  | الولايات المتحدة · 22,300.105 | الصين · 17,100.063         | اليابان · 4,746.880 | ألمانيا · 4,004.936         | الهند · 3,851.983           | المملكة المتحدة · 3,443.596 | فرنسا · 2,940.194           | إيطاليا · 2,143.801  | البرازيل · 2,054.407 | كوريا الجنوبية · 1,604,387 |
| 2015 (تقديرات صندوق النقد الدولي) |  | الولايات المتحدة · 18,124.195 | الصين · 11,384.763         | اليابان · 4,116.242 | ألمانيا · 3,371.003         | المملكة المتحدة · 2,864.903 | فرنسا · 2,422.649           | الهند · 2,095.577           | إيطاليا · 1,821.047  | البرازيل · 1,774.612 | كندا · 1,550.781           |
| 2010                              |  | الولايات المتحدة · 14,964.400 | الصين · 5,943.312          | اليابان · 5,495.387 | ألمانيا · 3,378.206         | فرنسا · 2,648.482           | المملكة المتحدة · 2,370.933 | إيطاليا · 2,143.003         | البرازيل · 2,104.143 | الهند · 1,707.265    | كندا · 1,614.072           |
| 2005                              |  | الولايات المتحدة · 13,094.267 | اليابان · 4,571.867        | ألمانيا · 2,798.290 | المملكة المتحدة · 2,352.553 | الصين · 2,277.133           | فرنسا · 2,182.543           | إيطاليا · 1,809.706         | كندا · 1,164.179     | إسبانيا · 1,140.270  | كوريا الجنوبية · 898.137   |
| 2000                              |  | الولايات المتحدة · 10,286.417 | اليابان · 4,731.199        | ألمانيا · 1,908.514 | المملكة المتحدة · 1,512.943 | فرنسا · 1,355.741           | الصين · 1,194.722           | إيطاليا · 1,117.824         | كندا · 739.453       | المكسيك · 683.650    | البرازيل · 644.722         |
| 1995                              |  | الولايات المتحدة · 7,664.050  | اليابان · 5,333.926        | ألمانيا · 2,546.070 | فرنسا · 1,597.597           | المملكة المتحدة · 1,199.107 | إيطاليا · 1,145.127         | البرازيل · 769.215          | الصين · 747.311      | إسبانيا · 602.212    | كندا · 602.009             |
| 1990                              |  | الولايات المتحدة · 5,979.592  | اليابان · 3,103.698        | الاتحاد السوفيتي    | ألمانيا الغربية · 1,675.480 | فرنسا · 1,265.998           | إيطاليا · 1,152.047         | المملكة المتحدة · 1,036.865 | كندا · 592.885       | إسبانيا · 525.485    | البرازيل · 443.032         |
| 1985                              |  | الولايات المتحدة · 4,346.717  | الاتحاد السوفيتي           | اليابان · 1,384.532 | ألمانيا الغربية · 692.777   | فرنسا · 552.774             | المملكة المتحدة · 473.016   | إيطاليا · 444.203           | كندا · 362.961       | الصين · 309.510      | الهند · 233.556            |
| 1980                              |  | الولايات المتحدة · 2,862.492  | الاتحاد السوفيتي           | اليابان · 1,086.988 | ألمانيا الغربية · 897.496   | فرنسا · 699.450             | المملكة المتحدة · 550.490   | إيطاليا · 468.569           | كندا · 273.722       | الصين · 268.327      | المكسيك · 229.512          |
| 1975                              |  | الولايات المتحدة · 1,688.900  | الاتحاد السوفيتي · 686.000 | اليابان · 512.861   | ألمانيا الغربية · 474.790   | فرنسا · 355.608             | المملكة المتحدة · 236.414   | إيطاليا · 219.392           | كندا · 173.487       | الصين · 160.751      | البرازيل · 115.880         |
| 1970                              |  | الولايات المتحدة · 1,075.900  | الاتحاد السوفيتي · 433.400 | اليابان · 209.071   | ألمانيا الغربية · 208.868   | فرنسا · 146.438             | المملكة المتحدة · 124.800   | إيطاليا · 109.257           | الصين · 91.273       | كندا · 87.734        | الهند · 62.494             |
| 1965                              |  | الولايات المتحدة · 712.082    | الاتحاد السوفيتي           | ألمانيا الغربية     | فرنسا · 102.161             | المملكة المتحدة · 100.596   | اليابان · 90.950            | الصين · 69.709              | إيطاليا · 67.978     | الهند · 60.599       | كندا · 53.910              |
| 1960                              |  | الولايات المتحدة · 520.531    | الاتحاد السوفيتي           | ألمانيا الغربية     | المملكة المتحدة · 72.328    | فرنسا · 61.552              | الصين · 61.378              | اليابان · 44.307            | كندا · 41.093        | إيطاليا · 40.385     | الهند · 36.604             |

### حسب متوسط قيم الناتج المحلي الإجمالي(حسب القدرة الشرائية)
| السنة                             |                               | الأول                         | الثاني              | الثالث                      | الرابع              | الخامس                | السادس                      | السابع                      | الثامن                      | التاسع                    | العاشر |
| 2020 (تقديرات صندوق النقد الدولي) | الصين · 28,920.974            | الولايات المتحدة · 22,294.105 | الهند · 12,706.008  | اليابان · 5,512.220         | ألمانيا · 4,514.086 | إندونيسيا · 4,103.298 | روسيا · 3,998.149           | البرازيل · 3,827.634        | المملكة المتحدة · 3,250.591 | فرنسا · 3,159.798         |        |
| 2015 (تقديرات صندوق النقد الدولي) | الصين · 19,509.983            | الولايات المتحدة · 17,968.195 | الهند · 8,027.031   | اليابان · 4,842.395         | ألمانيا · 3,842.004 | روسيا · 3,473.780     | البرازيل · 3,207.861        | إندونيسيا · 2,838.643       | المملكة المتحدة · 2,659.728 | فرنسا · 2,646.948         |        |
| 2010                              | الولايات المتحدة · 14,964.400 | الصين · 12,091.693            | الهند · 5,478.697   | اليابان · 4,319.827         | ألمانيا · 3,205.575 | روسيا · 2,977.897     | البرازيل · 2,685.969        | فرنسا · 2,336.364           | المملكة المتحدة · 2,193.949 | إيطاليا · 2,031.798       |        |
| 2005                              | الولايات المتحدة · 13,093.700 | الصين · 6,459.365             | اليابان · 3,874.042 | الهند · 3,339.548           | ألمانيا · 2,677.620 | روسيا · 2,005.385     | المملكة المتحدة · 1,996.045 | فرنسا · 1,982.855           | البرازيل · 1,963.323        | إيطاليا · 1,782.702       |        |
| 2000                              | الولايات المتحدة · 10,284.775 | الصين · 3,610.254             | اليابان · 3,263.238 | ألمانيا · 2,264.651         | الهند · 2,147.725   | فرنسا · 1,630.931     | إيطاليا · 1,541.779         | المملكة المتحدة · 1,538.921 | البرازيل · 1,523.544        | روسيا · 1,265.558         |        |
| 1995                              | الولايات المتحدة · 7,664.075  | اليابان · 2,866.925           | الصين · 2,196.813   | ألمانيا · 1,924.061         | الهند · 1,471.625   | إيطاليا · 1,357.169   | فرنسا · 1,337.185           | البرازيل · 1,269.229        | المملكة المتحدة · 1,171.515 | روسيا · 1,067.012         |        |
| 1990                              | الولايات المتحدة · 5,979.588  | الاتحاد السوفيتي              | اليابان · 2,368.693 | ألمانيا الغربية · 1,548.457 | الصين · 1,092.075   | إيطاليا · 1,134.581   | فرنسا · 1,112.013           | الهند · 1,018.305           | البرازيل · 969.692          | المملكة المتحدة · 923.639 |        |
| 1985                              | الولايات المتحدة · 4,346.750  | الاتحاد السوفيتي              | اليابان · 1,585.086 | ألمانيا الغربية · 1,144.657 | إيطاليا · 833.123   | فرنسا · 807.519       | البرازيل · 753.822          | الهند · 653.454             | الصين · 640.568             | المملكة المتحدة · 627.367 |        |
| 1980                              | الولايات المتحدة · 2,862.475  | الاتحاد السوفيتي              | اليابان · 996.736   | ألمانيا الغربية · 837.262   | إيطاليا · 594.363   | فرنسا · 578.972       | البرازيل · 553.631          | المملكة المتحدة · 433.914   | المكسيك · 389.330           | الهند · 389.299           |        |

## الدول الرئيسية من حيث الناتج الإجمالي المحلي
حسبت وزارة الزراعة الأمريكية حصة كل دولة من الناتج المحلي الإجمالي العالمي الحقيقي من عام 1969 حتى 2010.
- مثّلت الولايات المتحدة 28.69% من الاقتصاد العالمي عام 1960 (أعلى نقطة)، وكانت أدنى نقطة لها بنسبة 21.42% عام 2011.
- مثّل الاتحاد الأوروبي 31.6% من الناتج المحلي الإجمالي العالمي عام 1980 (أعلى نقطة)، وكانت أدنى نقطة عام 1985 بنسبة 25.01%.
- مثلت الصين نسبة 32.9% في ذروة اقتصادها أثناء عهد أسرة تشينغ، ومثّلت نسبة 1.618% من الاقتصاد العالمي. عام 1987 (أقل نقطة)، بارتفاع إلى نسبة 11.47% عام 2012 (أعلى نقطة). حسب آنغوس ماديسون، مثّلت الصين نسبة 32.9% من الاقتصاد العالمي عام 1820.[9]
- مثّلت اليابان نسبة 17.8% من الاقتصاد العالمي عام 1994 (أعلى نقطة)، بعد ذلك تراجعت مساهمتها في الاقتصاد العالمي تدريجياً، ووصلت إلى أدنى نسبة عام 2012 وكانت 8.32%. لكن أدنى مستوى وصلت إليه كانت عام 1960، حيث أنتجت 3.28% من الناتج المحلي الإجمالي العالمي.
- مثلت ألمانيا 8.98% من اقتصاد العالم في عام 1969 (أعلى نقطة)، وانخفضت إلى 4.74% في عام 2012 (أدنى نقطة)
- مثلت المملكة المتحدة 6.42% من اقتصاد العالم في عام 1960 (أعلى نقطة)، ثم انخفضت إلى 3.42% في عام 2012 (أدنى نقطة). ووفقًا لأنجوس ماديسون، شكلت المملكة المتحدة 9.1% من اقتصاد العالم في عام 1870.[9]
- مثلت فرنسا 5.8% من اقتصاد العالم في عام 1969. وبعد ارتفاعها إلى 5.94% في عام 1974، انخفضت مساهمتها في اقتصاد العالم إلى 3.64% في عام 2012 (أدنى نقطة). ووفقًا لأنجوس ماديسون، مثلت فرنسا 6.5% من اقتصاد العالم في عام 1870[9]
- مثلت إيطاليا 5.11% من اقتصاد العالم في عام 1969. وبعد ارتفاعها إلى 5.18% في عام 1974، انخفضت مساهمتها في اقتصاد العالم إلى 2.81% في عام 2012 (أدنى نقطة).
- مثلت كندا 2.63% من اقتصاد العالم في عام 1969. وظل هذا الرقم مستقرًا بشكل عام، حيث بلغ ذروته عند 2.76% في عامي 1981 و2002، وبلغ أدنى مستوياته (2.55%) في عام 1992. وفي عام 2012، بلغت حصة كندا 2.54%.
- كان الاتحاد السوفيتي يمثل 14.31% من اقتصاد العالم في عام 1969 (أعلى نقطة) وفي عام حله (1991) لم ينتج سوى 3.58% من اقتصاد العالم (أدنى نقطة). وفي عام 2012 بلغت حصة روسيا 2.82% (أعلى نقطة) وبلغت أدنى مستوياتها في عام 1998 (1.38%) قبل أن تنتهي عند 1.9% في عام 2010.
- مثلت الهند 3.1% من اقتصاد العالم في عام 1964 (أعلى نقطة)، وكانت حصتها في الاقتصاد العالمي الأدنى عند 1.00% في عام 1992. ووفقًا لأنجوس ماديسون، مثلت الهند 32.9% من اقتصاد العالم في عام 0 م.[9]
- مثلت كوريا الجنوبية 2.02% من اقتصاد العالم في عام 2010 (أعلى نقطة)، وكانت حصتها في الاقتصاد العالمي الأدنى عند 0.156% في عام 1965.
- مثلت البرازيل 3.34% من اقتصاد العالم في عام 2011 (أعلى نقطة)، وكانت حصتها في الاقتصاد العالمي الأدنى عند 1.55% في عام 1969.